# New Douglas
New Douglas és una població dels Estats Units a l'estat d'Illinois. Segons el cens del 2000 tenia 369 habitants.

## Demografia
Segons el cens del 2000, New Douglas tenia 369 habitants, 147 habitatges, i 105 famílies. La densitat de població era de 133,2 habitants/km².
Dels 147 habitatges en un 26,5% hi vivien nens de menys de 18 anys, en un 56,5% hi vivien parelles casades, en un 8,8% dones solteres, i en un 27,9% no eren unitats familiars. En el 24,5% dels habitatges hi vivien persones soles el 9,5% de les quals corresponia a persones de 65 anys o més que vivien soles. El nombre mitjà de persones vivint en cada habitatge era de 2,51 i el nombre mitjà de persones que vivien en cada família era de 2,91.
Per edats la població es repartia de la següent manera: un 23,3% tenia menys de 18 anys, un 9,5% entre 18 i 24, un 25,2% entre 25 i 44, un 27,6% de 45 a 60 i un 14,4% 65 anys o més.
L'edat mediana era de 39 anys. Per cada 100 dones de 18 o més anys hi havia 102,1 homes.
La renda mediana per habitatge era de 30.417 $ i la renda mediana per família de 40.833 $. Els homes tenien una renda mediana de 28.750 $ mentre que les dones 21.250 $. La renda per capita de la població era de 14.617 $. Aproximadament el 5,5% de les famílies i el 9,7% de la població estaven per davall del llindar de pobresa.

## Poblacions més properes
El següent diagrama mostra les poblacions més properes.